# Ophiothamnus longibrachius
Ophiothamnus longibrachius är en ormstjärneart som beskrevs av Hubert Lyman Clark 1939. Ophiothamnus longibrachius ingår i släktet Ophiothamnus och familjen knotterormstjärnor. Inga underarter finns listade i Catalogue of Life.